# Спешна медицина
Спешна медицина е вид медицинска помощ, която се оказва на гражданите, при момента на възникването на нейната необходимост, тоест на място на инцидент, медицински случай и други, при наличие в областта или на мястото на лекар или лекари, или в съответните звена за спешна медицинска помощ като болниците за спешна медицинска помощ, като Институт Пирогов, както и в тези департаменти на болниците, които имат предназначение за спешна медицинска помощ. Обект на спешната медицина са заболявания, които се нуждаят от спешна помощ и лечение, инциденти и нещастни случаи, травми, употребяване в прекомерни количества на вещества и отравяния, както и други състояния, които се нуждаят от спешна помощ. 
Телефонът за спешна помощ е 112, използва се в България, ЕС и Русия.

## Като медицинска специалност
Спешна медицина е медицинската специалност за лекарската практика, хирургичната специалност (при травматологията) (и в някои случаи денталната медицина), която е съотвесена за помощ за пациенти с остри оплаквания и заболявания, или наранявания, които изискват незабавна медицинска намеса или дори интервенция, като в някои случаи тази полощ може да бъде животоспасяваща. 
Макар често спешната помощ невинаги означава продължително лечение и престой (освен при някои травми), специалистите от спешна медицинска помощ диагностицират, превързват, наместват стави и оперират, ако се налага при травми, интервират и лекуват множество различни травми, състояния и заболявания, за да стабилизират и възстановят пациентите си в добро здраве. 
Спешната медицинска помощ при спешен случай (тоест действителен спешен случай, като за такива не се броят пластичните операции) е работа и задължение на всеки лекар в Република България, както и често в нея участват студентите по медицина на местата на инцидент или в лечебните звена. 
Спешната медицинска помощ се осъществява от лекари, хирурзи (в зависимост от тяхната специалност), които работят заедно и са подпомагани от лекарски асистенти, медицински сестри и парамедици, както водачите на колите (линейките) за спешна медицинска помощ, както и доброволците на Българския червен кръст и други червени кръстове, като Руския червен кръст, които също помагат да помагат на място на инцидент.

## В България
Телефонът за спешна медицинска помощ е 112.
В София за спешната медицина отговаря основно институт Пирогов, но също и Спешно отделение на ИСУЛ, които са болници, специализирани в областта на спешната помощ.
Спешната помощ в България е напълно безплатна по закона за Здравето.
Създадена през 1935 г. столичната „Бърза помощ“, както е популярна и до днес за жителите на града, е най-старото звено за оказване на спешна медицинска помощ в България. През години много автори на документални филми са се докоснали до работата на хората, които спасяват човешки животи.

## В други страни на ЕС, и за САЩ и Канада
Тези, които са граждани на чужди страни на ЕС, САЩ и Канада имат право да поискат при извънредни случаи, ако не може да им бъде оказана необходимата помощ у нас, самолетен транспорт до тези страни, когато това е координирано от съответните звена по спешна помощ.
Спешната помощ в други страни на Европейския съюз за български граждани е безплатна и става при платени здравни осигуровки тук или съответно там, но удостоверението, предлагано от нашите здравни институции невинаги се приема за валиден документ в ЕС, а за такава се приема европейска здравна карта към Европейската асоциация за спешна медицина, като този вид помощ се оказва на лице, чиято самоличност може да се удостовери и не може да се оказва такава на лица, ползващи чужда самоличност .

## Текущи ремонти
В момента се ремонтира пътя към Пирогов по бул. Тотлебен, като се предполага, че при завършването на ремонта ще подобри достъпа до болницата, до която в момента пътува автобус 604.

## В киното и телевизията
Режисьор на „Последната линейка на София“ е Илиян Метев. Филмът е с множество международни награди, една от които най-престижната от филмовия фестивала в Кан.
Документалният филм „Час на живота“ е посветен на историята на столичната Бърза помощ. Той е продукция на Българска Национална Телевизия с автор и сценарист на филма Диана Гарова. Лентата ни връща 70 години назад, проследявайки развитието на спешната помощ в София.
Сериалът Спешно отделение (ER) на Майкъл Крайтън е популярен у нас, както и неговата пародия Смешно отделение.